# Edwardsiidae
Edwardsiidae é uma família de cnidários antozoários da infraordem Athenaria, subordem Nyantheae (Actiniaria).

## Géneros
- Drillactis Verrill, 1922
- Edwardsia Quatrefages, 1842
- Edwardsianthus England, 1987
- Edwardsiella Andres, 1883
- Edwardsioides Danielssen, 1890
- Halcampogeton Carlgren, 1937
- Isoedwardsia Carlgren, 1921
- Metedwardsia Carlgren, 1947
- Nematostella Stephenson, 1935
- Paraedwardsia Carlgren in Nordgaard, 1905
- Scolanthus Gosse, 1853
- Synhalcampella Carlgren, 1921